# Giorgio Lainati
Giorgio Lainati (Milano, 22 maggio 1958) è un politico e giornalista italiano.

## Biografia
Nato a Milano, vive a Roma.

### Attività professionale
Inizia la sua carriera nel gruppo Fininvest nel 1984, dal 1991 è giornalista professionista iscritto all'Ordine dei Giornalisti del Lazio. Ha lavorato nelle redazioni di Studio Aperto e del TG5. Dopo l'esperienza politica è entrato a far parte di una agenzia di comunicazione.

### Attività politica
Dal 1998 al 2001 è stato capo ufficio stampa di Forza Italia.
È stato eletto per la prima volta alla Camera dei Deputati alle elezioni politiche del 2001 (XIV legislatura), nella quota proporzionale della circoscrizione Lombardia 1, nelle liste di Forza Italia.
Alle successive elezioni politiche del 2006 è rieletto alla Camera dei Deputati (XV legislatura), nella circoscrizione Emilia-Romagna, sempre tra le file di Forza Italia.
Alle elezioni politiche del 2008 (XVI Legislatura) è rieletto per la terza volta alla Camera dei deputati, sempre nella circoscrizione Emilia-Romagna, nelle liste del Popolo della Libertà.
Infine, alle elezioni politiche del 2013 (XVII Legislatura) è stato rieletto per la quarta volta alla Camera dei Deputati, nella circoscrizione Liguria, nelle liste del Popolo della Libertà.
Il 16 novembre 2013, con la sospensione delle attività del Popolo della Libertà, aderisce a Forza Italia.
Il 19 maggio 2016, a causa dei continui disaccordi con le scelte politiche di Silvio Berlusconi, abbandona Forza Italia per aderire ad Alleanza Liberalpopolare-Autonomie (gruppo parlamentare costituito sia alla Camera che al Senato da Denis Verdini e dai fuoriusciti di Forza Italia), entrando così nella maggioranza che sostiene il governo Renzi.
Il 13 ottobre 2016, infine, assieme agli altri sette deputati di ALA, abbandona il Gruppo misto per aderire al nuovo gruppo parlamentare di maggioranza "Scelta Civica-ALA per la Costituente Liberale e Popolare-MAIE", nato dall'unione di Alleanza Liberalpopolare-Autonomie, Scelta Civica di Enrico Zanetti ed il MAIE.
Il 30 marzo 2017 abbandona ALA ed aderisce ad Alternativa Popolare di Angelino Alfano (passando quindi al gruppo parlamentare "Alternativa Popolare-Centristi per l'Europa-NCD").
Non si ricandida alle elezioni politiche del 2018, pur sostenendo la lista Noi con l'Italia.
Il 5 aprile 2022 viene nominato responsabile della comunicazione di noi di Centro.